# 聖彼得堡迪納摩足球會
聖彼得堡迪納摩（羅馬化：Futbol'nyy klub «Dinamo — Sankt-Peterburg»）是一支位於俄羅斯聖彼得堡的職業足球會，於1922年成立。

## 外部連結
- Official website （俄文）
- Stadium website （俄文）/（英文）
- FC Petrotrest SPb // Official website （页面存档备份，存于）